# Borough Fen
Borough Fen – wieś w Anglii, w hrabstwie ceremonialnym Cambridgeshire, w dystrykcie (unitary authority) Peterborough. Leży 56 km na północny zachód od miasta Cambridge i 128 km na północ od Londynu. W 2001 miejscowość liczyła 130 mieszkańców.